# دبابة كرومويل
دبابة كرومويل (بالإنجليزية: Cromwell tank)، رسميًّا دبابة فرسان كرومويل طراز إم-كيه في3 (إيه-27-إم) (بالإنجليزية: Tank, Cruiser, Mk VIII, Cromwell (A27M))، كانت واحدة من مجموعة دبابات الفرسان التي استخدمتها القوات البريطانية في الميدان خلال الحرب العالمية الثانية. وسُمِّيَت تَيَمُّنًا بالقائد العسكري البريطاني أوليفر كرومويل الذي يعود إلى فترة الحرب الأهلية الإنجليزية. وكانت كرومويل أول دبابة تجمع بين محرك قوي قليل الأعطال (رولز-رويس ميتيور) وبين درع حماية مقبول الفعالية. تمتلك الدبابة مدفعًا ثنائي الاستخدام، حيث أنه صالح للتصويب على كُلٍّ من الأهداف الأرضية والجوية، وجرى في البداية تصميم مدفع عالي السرعة، ولكنه لم يَتَّسِع في برج الدبابة، مما أدى إلى استبداله بمدفع آخر متوسط السرعة. وأدت عمليات التطوير على دبابة كرومويل مُجْتَمِعَة مع مدفع عالي السرعة إلى إنتاج دبابة كوميت.